# Big Hits and Nasty Cuts
Big Hits and Nasty Cuts  es una compilación de grandes éxitos  Heavy Metal banda, Twisted Sister . Fue lanzado en 1992 por Atlantic Recording Corporation para los Estados Unidos y por WEA International Inc. para el resto del mundo. La lista de canciones consta únicamente de canciones de sus tres primeros álbumes, omitiendo cualquier material de Come Out and Play  y Love Is for Suckers , excepto fuera de los Estados Unidos, donde "Bad Boys of Rock 'n' Roll" fue reemplazado por "Be Chrool to Your Scuel"de Come Out and Play .
El álbum recibió una calcomanía de advertencia parental para las pistas en vivo, que contienen algunas blasfemias.

## Lista de canciones
1. We're Not Gonna Take It
2. I Wanna Rock
3. I Am (I'm Me)
4. The Price
5. You Can't Stop Rock'N'Roll
6. The Kids Are Back
7. Shoot 'Em Down
8. Under the Blade
9. I'll Never Grow Up, Now!
10. Be Chrool to Your Scuel
11. What You Don't Know Sure Can Hurt You (En vivo)
12. Destroyer (En vivo)
13. Tear It Loose (En vivo)
14. It's Only Rock 'N' Roll (En vivo)
15. Let the Good Times Roll / Feel So Fine (En vivo)